# Черкаський фізико-математичний ліцей (ФІМЛІ)
Черкаський фізико-математичний ліцей (ФІМЛІ) — загальноосвітній навчальний заклад, ліцей у місті Черкаси.

## Історія
Ліцей був утворений 1993 року на базі колишньої середньої школи № 13, номер тим часом було передано сучасній Черкаській СШ № 13. 2005 року ліцей став дипломантом фінального етапу конкурсу якості «100 найкращих товарів України» в номінації «освітні послуги».

## Структура
Для навчання учнів і організації позакласної роботи створено 4 кабінети математики, кабінет фізики і 2 лабораторії, обладнані для повного виконання програми поглибленого курсу фізики, 2 кабінети основ інформатики і обчислювальної техніки, 3 кабінети англійської мови, 2 кабінети української мови і літератури, кабінет історії і правознавства, кабінет хімії та кабінет географії. Для проведення уроків з фізичної культури і занять спортом є спортивний і тренажерний зали, обладнано спортмайданчик.
Своєчасному вибору шляхів подальшого навчання сприяють підготовчі курси Національного технічного університету, що діють на базі ліцею. Діє також угода про співробітництво між ФІМЛІ та Національним аерокосмічним університетом ім. М. Є. Жуковського. Випускники достойно представляють ФІМЛІ в стінах Київського Національного університету імені Т. Г. Шевченка, Черкаського державного технологічного університету, Черкаського національного університету ім. Б. Хмельницького тощо.
У ліцеї поглиблено вивчаються математика, фізика, інформатика та англійська мова. За рахунок ефективнішої організації навчальної діяльності учнів значно зростають можливості опанування і іншими предметами навчального плану. Класно-урочна система організації занять органічно поєднується з індивідуальними і позакласними формами роботи. Оптимізації навчального процесу, подоланню перевантаження учнів та педагогічних працівників сприяє і робота за двоваріантним розкладом (червоний і синій), доцільність якого підтверджена протягом багатьох років його використання починаючи з 1 курсу (8 класу) учні навчаються 6 днів на тиждень. У практиці роботи педагогічного колективу важливе значення надається авторській модернізації існуючих навчальних планів і програм, що в свою чергу забезпечується за рахунок індивідуального, особистісного підходу до добору і розстановки висококваліфікованих викладачів. Підвищенню фахового рівня і кваліфікації педагогів сприяє і система методичної роботи ліцею, що орієнтується на вирішення таких проблем:
- Проектування майбутньої особистості ліцеїста в процесі навчально-виховної роботи.
- Моделювання ситуації наукового пошуку як засіб розвитку творчих здібностей учнів
- Запровадження новітніх інформаційних технологій у практику діяльності педагогічного колективу.

Підтвердженням правильності обраного напрямку діяльності ліцею протягом років його існування, результативності роботи педагогічного колективу з обдарованим дітьми, високого рівня знань, умінь і навичок учнів є значна щорічна кількість призових місць на всіх рівнях Всеукраїнських олімпіад з базових дисциплін. Так за 15 років існування ліцею було підготовлено 1033 призера міських, 560 — обласних та 104 — Всеукраїнських олімпіад. Якщо врахувати, що учні ліцею є активними учасниками різних конкурсів, змагань творчих акцій то частка переможців щороку перевищує 45 % від загального числа ліцеїстів.

## Викладачі
Серед педагогів ліцею — 3 Заслужені вчителі України:
- Плющай Іван Іванович — директор ліцею
- Горбатовський Микола Іванович — учитель фізики
- Сальваровський Ярослав Романович — учитель географії

У ліцеї працює 24 вчителя вищої категорії, 3 вчителя 1 категорії, 8 — нагороджені відзнакою «Відмінник освіти», 16 — вчителів-методистів.
До роботи з учнями ліцею залучаються викладачі і наукові співробітники ЧДТУ, ЧНУ. Високий професійний рівень членів педагогічного колективу, великий досвід педагогічної діяльності дозволили досягти високих показників, зокрема вперше за період існування не лише ФІМЛІ, а й всієї історії закладів нового типу на Черкащині 2002 року учні ліцею Нечуйвітер С. та Міщенко Ю. стали учасниками Міжнародної олімпіади з фізики і отримали відповідно Золоту медаль та Почесну грамоту.

## Вихованці
Крім традиційних олімпіад з базових дисциплін, щороку понад 40 учнів показують відмінні і добрі результати, беручи участь у Міжнародному математичному конкурсі «КЕНГУРУ», частина з них запрошуються до Міжнародного математичного табору переможців, робота якого організовується при безпосередньому сприянні Міністерства освіти і науки України. Досягнутий рівень інтелектуального розвитку, глибокі знання учнів ліцею дають їм змогу гідно відстоювати честь ФІМЛІ на захисті творчих робіт МАН, вступати до найпрестижніших вузів. 100 % випускників продовжують навчання у ВНЗ України, Росії, країн західної Європи, США, причому 95 % з них за рахунок державного бюджету.
Завдяки досягненням у викладанні англійської мови, у рамках Всеукраїнської програми, що здійснюється і фінансується Посольством США в Україні за підтримки Міністерства освіти і науки України, Заслужений учитель України Хандогій Людмила Дмитрівна нагороджена відповідними дипломами і вже двома повними офісними комплектами комп'ютерної техніки. Щороку учні ліцею направляються на навчання до США у рамках програми обміну студентською молоддю.
Ліцеїсти гідно представляють ліцей на Всеукраїнських олімпіадах з географії й хімії і виборюють призові місця. Про високий рівень підготовки учнів з хімії також можна судити за підсумками олімпіад та результатами конкурсних іспитів до ВНЗ. Про наявність визначних досягнень у викладанні цього предмету свідчить договір про творче співробітництво між Інститутом педагогіки АПН України та ФІМЛІ, створення у ліцеї експериментального майданчика Науково-дослідного інституту педагогіки АПН України з питань навчання учнів хімії (АПН, лабораторія хімічної і біологічної освіти, завідувач Величко Л. П.)

## Виховна робота
З метою створення умов для всебічного розвитку ліцеїстів у ФІМЛІ зусиллями педагогів реалізована гнучка система виховної роботи. Прагнучи виробити певну систему виховної роботи у ліцеї, педагогічний колектив мав за основу те науково-правове підґрунтя, яке пропонується державною програмою в освітній галузі сьогодні з урахуванням вимог до рівня виховної роботи за всіма загальновідомими напрямками (національно-патріотичне виховання, естетичне та етичне, фізичне тощо).
Традиційними стали такі загальноліцейні вечори:
- Вечір «Зустріч ліцейних друзів»
- «Віват ліцей» — посвячення в ліцеїсти
- «Козацькі розваги» — до Свята Армії України
- Новорічний бал з виставою-феєрією, карнавалом тощо
- «Олімпійський бал» — вшанування переможців олімпіад і конкурсів
- Вечір зустрічі з випускниками
- Свято останнього дзвоника.

Використовуються й інші форми роботи: інтелектуальні ігри, концерти з запрошенням діячів мистецтв, «предметні» заходи, екскурсії, поїздки, тематичні класні години. Ініціативність дитячого колективу створює умови для розвитку самоврядування, що сприяє вихованню громадської активності юнацтва. Цьому має, на нашу думку, прислужитися ліцейний парламент. Положення про нього розроблене і активно діє. Загальну підтримку отримують і Закони честі ліцеїста. Працює екологічний клуб «Зелений меридіан» під керівництвом Залуженого вчителя України Л. Д. Хандогій та вчителя біології Т. П. Компанієць. Роботу літературно-мистецького об'єднання «ФІМЛЯНИ» спрямовує заступник директора з виховної роботи Л. К. Яковлєва.
Велику підтримку і допомогу має педагогічний колектив і з боку батьків учнів. Батьки не лише бувають гостями, або супроводжують дітей у походах чи екскурсіях. Вони також беруть участь у спектаклях, допомагають в організації вечорів, є активним учасниками круглих столів. тощо. Прикладом може слугувати родинний клуб «Обережка», що діє під керівництвом учителя української мови та літератури В. К. Асекрітової. Значне місце у виховній роботі посідає психолого-педагогічна служба «Посередник». До її діяльності залучаються крім психолога ліцею Н. М. Мельничук та заступників директора, «гості» (лікар, юрист, члени батьківського комітету, спеціалісти служби зайнятості, дільничний уповноважений, викладачі тощо). Головною метою цієї служби є індивідуальна допомога учням, батькам і навіть викладачам ліцею. Існує ще так звана «Пошта довіри».